# Cerodontha gallica
Cerodontha gallica är en tvåvingeart som beskrevs av Nowakowski 1967. Cerodontha gallica ingår i släktet Cerodontha och familjen minerarflugor. Inga underarter finns listade i Catalogue of Life.